# Rockabill

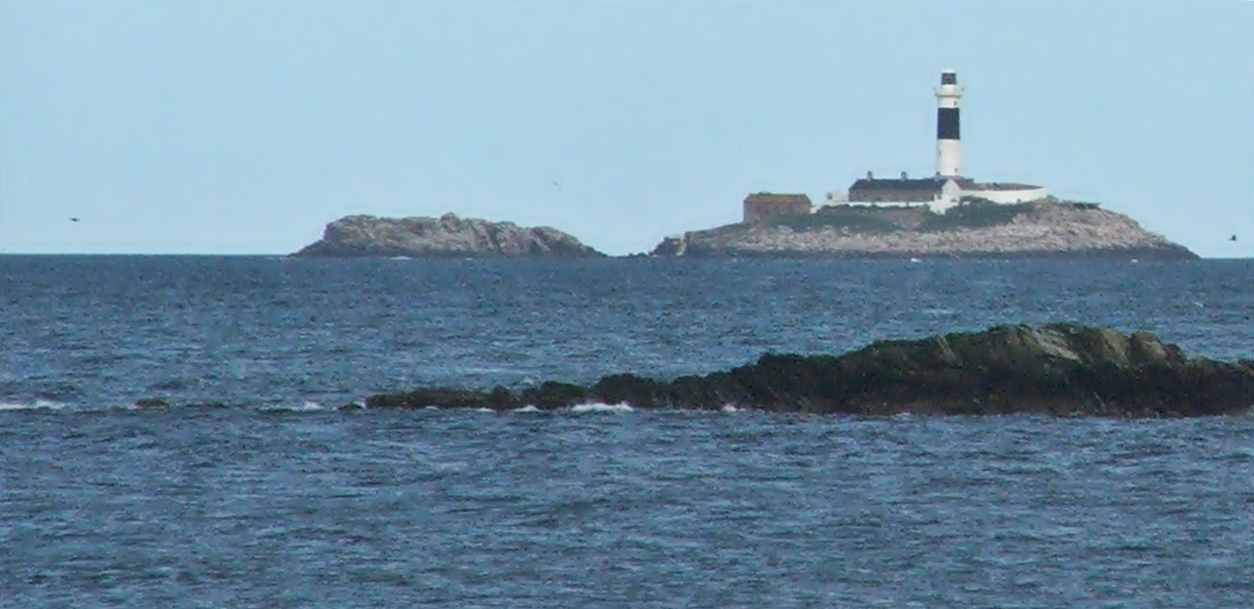
Rockabill im Hintergrund

Rockabill (irisch Cloch Dábhiolla) ist ein Inselpaar (Rock und Bill) etwa 6,0 Kilometer in der Irischen See, östlich von Skerries, im County Fingal, in Irland. Die unbewohnten Granitinseln sind durch einen etwa 20 Meter breiten Kanal getrennt.
Bill ist kleiner und hat sehr wenig Vegetation. Auf Rock gibt es einen Leuchtturm, der 1989 automatisiert wurde, sowie Mauern und Nebengebäude. Die ummauerten Bereiche haben eine Erdanhäufung, was die Ansiedlung von Vegetation ermöglicht, insbesondere von Baumförmigen Strauchpappeln (Malva arborea), die den Vögeln Nistplätze bieten. Die Inseln sind gemäß der Vogelschutzrichtlinie der Europäischen Union ein besonderes Schutzgebiet. Seit 1989 werden sie von BirdWatch Ireland verwaltet.
Rockabill ist eine wichtige Brutinsel für Seevögel, besonders für Seeschwalben. Es ist ein bedeutender Standort für Rosenseeschwalben mit der größten Kolonie Europas, 1.597 Paaren sowie 2.085 Paaren Flussseeschwalben (Daten 2017). Zu den weiteren Seevögeln zählen Dreizehenmöwen und Gryllteisten.